# 川北道
川北道是清代四川省的一個道。分巡道，雍正八年十一月置，駐保寧府。轄保寧府、潼川直隸州。雍正十二年十一月，川東道之順慶府來屬，綿州直隸州往屬松茂道。轄保寧府、順慶府、潼川府三府。乾隆十三年．為分巡川北道。按察使司副使銜。乾隆三十二年三月，加兵備銜。至清末未變。